# Ljokšmozero
Ljokšmozero (rus. Лёкшмозеро) je slatkovodno jezero koje se nalazi na sjeverozapadu Kargopoljskog rajona Arhangelske oblasti u Rusiji. To je jedno od najvećih jezera u Arhangelskoj oblasti i drugo najveće u Kargopoljskom rajonu (nakon jezera Lača). Površina jezera je 54.4 km2, s površinom porječja od 197 km2. Jezero Ljokšmozero je izvor Ljokšme, pritoka jezera Lača. Jezero tako pripada porječju Onege i slijevu Bijelog mora.
Jezero se nalazi blizu granice Arhangelske oblasti i Republike Karelije. Pripada Nacionalnom parku Kenozerski.
Jezero ima ovalni oblik, izdužen u smjeru sjever-zapad - jugoistok. Lekšma izvire iz jugoistočnog ugla i teče prema jugoistoku. Na obalama jezera nalaze se četiri sela, Morščihinskaja, Kazarinovskaja, Ileksinskaja i Hvalinskaja. Posljednja dva sela nalaze se na neasfaltiranoj cesti koja povezuje Kargopol i Pudož.
Jezero je ledenjačkog podrijetla.